# Bernard Dubourdieu
Pour les articles homonymes, voir Dubourdieu.
Bernard Dubourdieu, né le 28 avril 1773 rue Sabaterie à Bayonne et mort le 13 mars 1811 au large de l'île de Lissa, est un officier de marine français, capitaine de vaisseau. Il commandait la flotte franco-italienne à la bataille de Lissa où il trouva la mort.

## Biographie

### Débuts dans la Marine
Bien que fils d'un maître-tonnelier de Bayonne, Bernard Dubourdieu désire devenir marin et embarque à 16 ans comme mousse dans la marine marchande, à bord de la brigantine L'Alliance à destination de Lisbonne. Sa vocation se confirme lorsqu'il entre, en 1791, à l'école d'hydrographie de Bayonne, « ayant justifié savoir lire, écrire et les quatre premières règles d'arithmétique ».
À la sortie de cette école qui le préparait à une carrière d'officier dans la marine marchande, il saisit l'occasion de rejoindre la marine de guerre qui procède alors à des promotions massives d'officiers civils pour recompléter ses effectifs. En juillet 1792, il s'embarque comme timonier dans la marine de guerre et, remarqué pour son zèle et sa bonne connaissance de la mer, reçoit peu après le rang d'aspirant. Il est affecté au vaisseau L'Entreprenant (74 canons), à Toulon où règne une vive agitation. En 1793, il passe sur la frégate Topaze (32 canons), et participe aux campagnes de Cagliari et de Naples au sein de l'escadre du vice-amiral Latouche-Tréville. À l'issue de ces expéditions, il revient à Toulon où la situation est complètement retournée : les Anglais prennent possession de la ville « au nom de Louis XVII. »
Capturé, il tente alors de s'évader, ce qui lui vaut d'être transféré sur les pontons britanniques de Gibraltar. Là, après quatre mois de détention, n'ayant de cesse de vouloir s'échapper, il profite d'une nuit noire pour réunir une vingtaine de soldats et marins français décidés à le suivre. Ils s'emparent d'une chaloupe anglaise qui permet au groupe d'aborder le transport de guerre armé Vicomte du Temple (10 canons), qu'ils capturent avec son équipage. Manœuvrant habilement à la faveur de la nuit, ils conduisent le navire au travers des bâtiments mouillés dans la rade, et parviennent à rallier l'île d'Yeu, puis Lorient le 31 décembre 1794, après un mois de navigation. Cet exploit vaut à Dubourdieu les honneurs du Moniteur officiel du 12 pluviose de l'an 3 (1er février 1795) et les félicitations de la Convention nationale.
Promu enseigne de vaisseau à titre provisoire, il sert alors sur plusieurs bâtiments, en particulier sur la corvette La Réjouie à bord de laquelle il prend part à la surveillance des côtes de la Bretagne. Il est promu enseigne de vaisseau à titre définitif en 1796.
En 1797, il embarque sur la corvette La Gaieté, qui doit rejoindre Cayenne. Interceptée en chemin par la frégate anglaise de 38 canons HMS Aréthusa, La Gaieté doit amener son pavillon après deux heures de combat. Blessé à la jambe, Bernard Dubourdieu est à nouveau fait prisonnier. Il ne sera libéré qu'en 1799, après 17 mois de captivité.

### Renfort en Égypte, captivité et affectation en Italie
À sa libération, il est affecté sur le cutter Serpentin et, au début 1800, embarque comme officier de manœuvre sur la frégate La Régénérée, qui appareille de Rochefort en février 1800 avec la frégate L'Africaine, pour transporter des vivres, des munitions et des renforts en Égypte. L'Africaine est prise par les Anglais au cours du transit, mais La Régénérée parvient à arriver à Alexandrie. Le général Kléber, commandant en chef de l'armée d'Orient, l'y emploie à différentes missions, notamment au sondage des passes du port.
Noté favorablement, soutenu (notamment) par le général Menou qui succède à Kléber, il est promu lieutenant de vaisseau en avril 1801 et prend le commandement de l'aviso L'Écrevisse, avec lequel il est chargé de transporter des courriers importants vers la Métropole. Il réussit à atteindre les côtes de l'Adriatique où il est intercepté par une corvette anglaise. À nouveau capturé, il est libéré assez rapidement, à Raguse sur la côte dalmate, à la suite d'un échange de prisonniers.
Il exercera ensuite les fonctions de chef des mouvements par intérim dans le grand port de Tarente.

### Affectations à la Martinique
Rentré à Toulon, après avoir été officier en second de la frégate Aréthuse, il prend, à la fin de 1801, le commandement de la corvette La Coureuse, stationnée en Martinique. Il commande pendant un an la station de Sainte-Lucie, sillonne les Antilles et assure la défense des côtes après la rupture de la paix d'Amiens, en mai 1803. Le 4 mai 1804, alors commandant de la rade de Saint-Pierre, il livre un violent combat contre 3 chaloupes anglaises du vaisseau HMS Blenheim. Il en coule une et repousse les deux autres ; l'amiral Villaret de Joyeuse, gouverneur, lui adresse ses félicitations.
Quelques mois plus tard, en septembre 1804, au cours d'un terrible ouragan où vingt bâtiments périssent sur la côte devant Saint-Pierre, Bernard Dubourdieu participe au sauvetage de plusieurs naufragés et n'hésite pas à se jeter lui-même à l'eau pour les récupérer. Le préfet colonial signalera cet acte de courage dans une nouvelle lettre de recommandation, envoyée au Ministre de la marine.

### Retour en Métropole
Promu capitaine de frégate le 5 juillet 1806, il rentre enfin en métropole et prend en 1807 le commandement de la frégate Pénélope à Bordeaux. Ayant appareillé au début 1808 avec la frégate Thémis, il fait route vers Toulon, capturant au passage 13 bâtiments britanniques dont deux corsaires, et fait 300 prisonniers. Ce fait d'armes lui vaut le grade de capitaine de vaisseau en juin 1808. Il conserve son commandement, et, sous les ordres de l'amiral Ganteaume, il participe à l'expédition ravitaillant Corfou.
Le 17 février 1808, il appareille avec deux frégates, la Pénélope et la Pauline, avec la mission de capturer la frégate anglaise de 44 canons HMS Proserpine, croisant au large de Toulon pour en assurer le blocus. Il retrouve l'Anglais au matin du 18 février au large du cap Sicié et engage le combat. Écrasée par le feu des Français, la Proserpine amène son pavillon après une heure et quart de combat. Alors que la marine française est enfermée dans ses ports, l'entrée triomphale dans le port de Toulon d'un grand bâtiment anglais capturé a un retentissement considérable. Le préfet maritime de Toulon recommandera vivement les deux commandants français pour leur exploit. Le capitaine de vaisseau Dubourdieu est nommé officier de la Légion d'honneur le 9 mars 1809.

### À la disposition du Prince Eugène, vice roi d'Italie
En 1810, le Ministre de la marine Decrès le met à la disposition du prince Eugène, vice-roi d'Italie, avec pour mission de constituer une escadre en Adriatique. Basé à Ancône, il n'aura de cesse de vouloir prendre aux Anglais l'île de Lissa (aujourd'hui l'île croate de Vis), qui leur sert de base pour contrôler le trafic naval le long des côtes de l'Italie. Le 22 octobre 1810, ayant quitté Ancône avec les frégates Favorite, Uranie, Corona, les corvettes Bellona, Carolina et deux bricks, il force l'entrée du port de Lissa, y détruit les dépôts anglais, incendie les bâtiments au mouillage, et revient à Ancône avec 6 prises et 300 prisonniers, tout en échappant aux navires anglais partis en mer.
Mis en vedette par ce nouveau succès, il est chargé de former une division navale à Venise, puis d'en prendre le commandement pour s'emparer définitivement de l'île de Lissa et y implanter une base navale. Le 24 février 1811, le prince Eugène le propose au grade de contre-amiral.

### La bataille de Lissa
La division du capitaine de vaisseau Dubourdieu, composée des frégates françaises Favorite, Danaé et Flore (40 canons), de la frégate italienne Corona (40 canons), des corvettes Bellona et Carolina (32 canons), et de divers petits navires italiens, appareille d'Ancône dans la soirée du 11 mars, emmenant un bataillon d'infanterie italien pour occuper l'île. Le 13 mars 1811, devant l'île de Lissa, il se heurte à la division anglaise du captain William Hoste, forte des frégates HMS Active (38 canons), HMS Amphion et HMS Cerberus (32 canons) et de la corvette Volage (22 canons), qui se prépare à défendre l'île.
À 6 heures du matin, Dubourdieu organise ses navires en deux lignes et passe à l'attaque. Les Anglais attendent sous le vent, en ligne serrée. Vers 8 heures, la frégate Favorite, navire amiral de Dubourdieu, très en tête de sa division, engage l'ennemi. Elle arrive rapidement sur la ligne anglaise, avec l'intention d'aborder l' Amphion, navire amiral anglais.
Mais la Favorite, trop isolée, subit les tirs des 4 navires britanniques, et à 9 h 10, son pont principal, où s'était massé l'équipage et l'infanterie qui préparait l'abordage, est balayé par un tir à mitraille meurtrier. Le capitaine de vaisseau Dubourdieu est tué.
Très endommagée, le pont encombré de morts, la frégate va s'échouer sur la pointe sud-est de l'île. Elle sera incendiée à l'issue du combat.
La bataille se poursuit en ordre dispersé. Privée de son commandant, la division franco-italienne est bientôt à la merci de ses ennemis : la Bellona se rend vers midi, suivie de la Corona vers 14H30. Si les autres frégates parviennent à s'échapper, cette bataille aura coûté à la France 3 frégates et 700 hommes, contre seulement 190 hommes aux Anglais.

« Bernard Dubourdieu, combattant courageux mais habitué aux actions individuelles, n'avait pas l'envergure nécessaire pour diriger des forces importantes. »

Napoléon accordera à sa veuve une rente de 2 500 francs (celle de contre-amiral). L'un de ses trois fils, Louis Dubourdieu, deviendra vice-amiral et préfet maritime de Toulon.
Le quai Dubourdieu, à Bayonne, sa ville de naissance, lui rend hommage.

## Grades successifs
- 1789 : matelot dans la marine marchande
- 1792 : timonier, puis Aspirant
- 1795 : enseigne de vaisseau à titre provisoire
- 1796 : enseigne de vaisseau à titre définitif
- Avril 1801 : lieutenant de vaisseau
- Juillet 1806 : capitaine de frégate
- Juin 1808 : capitaine de vaisseau[8]

## Décorations

### Décorations françaises
- Légion d'honneur : chevalier (8 août 1806), officier (9 mars 1809)[9].

### Décorations étrangères
- Italie : chevalier de l'Ordre de la Couronne de Fer (1810)[10]

### Archives
- Dossier militaire du capitaine de vaisseau Dubourdieu, conservé au Service Historique de la Défense, département Marine, à Vincennes, cote CG7-741
- Dossier "Légion d'honneur" de Bernard Dubourdieu, conservé aux Archives nationales, site de Paris, cote LH/815/77